# Sleepy Hollow (televisieserie)
Sleepy Hollow is een Amerikaanse televisieserie in het urban fantasygenre die op 16 september 2013 haar première kende op televisiezender Fox. Het is een hedendaagse versie van The Legend of Sleepy Hollow van Washington Irving uit 1820.
Van Sleepy Hollow zijn anno 2013 drie seizoenen van 49 afleveringen van 45 minuten gemaakt. De serie werd positief onthaald met scores van 65% bij Metacritic, 75% bij Rotten Tomatoes en 78% bij IMDB. De Amerikaanse première trok 13,6 miljoen kijkers en de reeks werd een onverhoopt succes. Op 3 oktober 2013 bestelde Fox een tweede seizoen van achttien episodes. In Vlaanderen startte de serie op 10 november 2013 op televisiezender 2BE.

## Verhaal
In 1781 sneuvelt Ichabod Crane op het slagveld nadat hij zelf een Brits ruiter onthoofd heeft. Die ruiter blijkt echter de Dood te zijn, een van de vier ruiters van de Apocalyps. Het bloed van de twee lijken vermengt zich, waardoor ook hun lot aan elkaar verbonden wordt. Een coven van goede heksen, waaronder ook Crane's vrouw Katrina, gooit de Dood in een ijzeren kist in een rivier, terwijl Crane in een onderaardse grot nabij Sleepy Hollow wordt begraven. Het hoofd van de Dood wordt op het kerkhof begraven in een graf op naam van Katrina zelf.
In 2013 is de Dood weer opgestaan uit zijn graf, waardoor ook Crane weer tot leven komt. Hij belandt op het politiebureau van Sleepy Hollow en wordt na zijn verhaal te hebben gedaan naar een psychiatrische instelling verwezen. Abigail Mills (roepnaam 'Abbie') is werkzaam als politieagente in Sleepy Hollow. Abbie's partner wordt na een oproep gedood door een hoofdloze ruiter in historisch Brits militair tenue die in de dagen die volgen aan het moorden slaat. Daarom denkt Abbie dat Crane kan helpen hem een halt toe te roepen.

## Afleveringen

### Seizoen 1
1. Pilot
2. Blood Moon
3. For the Triumph of Evil
4. The Lesser Key of Solomon
5. John Doe
6. The Sin Eater
7. The Midnight Ride
8. Into Darkness
9. Sanctuary
10. The Golem
11. The Vessel
12. The Indispensable Man
13. Bad Blood

### Seizoen 2
1. This is War
2. The Kindred
3. Root of All Evil
4. Go Where I Send Thee...
5. The Weeping Lady
6. And the Abyss Gazes Back
7. Deliverance
8. Heartless
9. Mama
10. Magnum Opus
11. The Akeda
12. Paradise Lost
13. Pittura Infamante
14. Kali Yuga
15. Spellcaster
16. Cube 3
17. A Separate Peace
18. Tempus Fugit

### Seizoen 3
1. I, Witness (1 oktober)
2. Whispers in the Dark (8 oktober)
3. Blood and Fear (15 oktober)
4. The Sisters Mills ( 22 oktober)
5. Dead Men Tell No Tales (29 oktober)
6. This Red Lady from Caribee (5 november)
7. The Art of War (12 november)
8. Novus Ordo Seclorum (19 november)
9. One Life (5 februari)
10. Incident At Stone Manor (12 februari)
11. Kindred Spirits (19 februari)
12. Sins of the Father (26 februari)
13. Dark Mirror (4 maart)
14. Into the Wild (11 maart)
15. Incommunicado (18 maart)
16. Dawn's Early Light (25 maart)
17. Delaware (1 april)
18. Ragnarok (8 april)

### Seizoen 4
1. Columbia
2. In Plain Sight
3. Heads of State
4. The People v. Ichabod Crane
5. Blood from a Stone
6. Homecoming
7. Loco Parentis
8. Sick Burn
9. Child's Play
10. Insatiable
11. The Way of the Gun
12. Tomorrow
13. Freedom